# مونتوردی سافاری
مونتِوِردی سافاری (Monteverdi Safari) خودرویی است که در سال‌های ۱۹۷۶ تا ۱۹۸۲ در سوئیس تولید شده‌است. طراحی آن موتور جلو، خودرو چهار چرخ محرک بوده‌است.